# باتريسيو كولين
باتريسيو كولين (بالإسبانية: Patricio Cullen)‏ هو سياسي أرجنتيني، ولد في 1826 في سانتا في في الأرجنتين، وتوفي في 1877. حزبياً، نشط في ليبرالية.